# Барыня (повесть)
Барыня — повесть А. П. Чехова. Иногда её называют рассказом. Впервые опубликована в «Москве», 1882, № 29, № 30 и № 31. Подписана псевдонимом Антоша Чехонте. Это достаточно серьёзный, далёкий от юмора текст, опубликованный в соответствующем журнале, для которого была характерна публикация произведений на деревенскую тематику.

## Сюжет
От барыни, которую селяне за глаза называют Стрельчихой, ушёл кучер. В компании управляющего поляка Ржевецкого, она приезжает к избе его родителей. Кучер прячется в избе, барыня дает старикам рубль. Позже семья обедает. Жена кучера Степана возражает против его возвращения к барыне. Становится понятно, что он не только служит кучером, но и должен сожительствовать с ней, что вскоре произойдёт. Отец побоями заставляет Степана вернуться, объясняя это заботой о нём, тем, что нужно ставить новую избу для семьи Степана, а для этого нужны деньги.
Степан обещает «любить» барыню, но просит не давать денег отцу и брату. Каждый день кучер катает барыню в повозке, она наслаждается быстрой ездой. Жена Степана снова упрашивает его не ходить к той, стараясь разжалобить тем, что она сирота и напугать божьей карой. Ржевецкий застает брата Степана Семёна за незаконной рубкой принадлежащего барыне леса. Барыня отказывает отцу Степана Максиму в выделении леса на избу, тот неявно угрожает ей последствиями и хочет забрать Степана домой, но тот отказывается возвращаться и закрывается на конюшне. Максим в ответ выгоняет Марью из дому.
Степан устраивает драку в кабаке, затем пьяный бежит к церкви, где сидит Марья, которой некуда пойти. После ссоры он бьет и убивает жену. Ржевецкий возвращается на «место» Степана при барыне.